# Heliophanus flavimaxillis
Heliophanus flavimaxillis är en spindelart som beskrevs av Bösenberg, Strand 1906. Heliophanus flavimaxillis ingår i släktet Heliophanus och familjen hoppspindlar. Inga underarter finns listade i Catalogue of Life.